# Le Détective agonisant
Le Détective agonisant, aussi traduite L'Aventure du détective agonisant et Le Détective mourant (The Adventure of the Dying Detective en version originale), est l'une des cinquante-six nouvelles d'Arthur Conan Doyle mettant en scène le détective Sherlock Holmes. Elle est parue pour la première fois dans l'hebdomadaire américain Collier's Weekly le 22 novembre 1913, avant d'être regroupée avec d'autres nouvelles dans le recueil Son dernier coup d’archet (His Last Bow).

## Résumé

### Mystère initial
Le docteur Watson reçoit chez lui la visite de Mrs Hudson, qui l'informe de l'état de santé particulièrement préoccupant de Sherlock Holmes, alité au 221B Baker Street et incapable de manger ou de boire quoi que ce soit. Watson se rend au chevet de son ami. Ce dernier lui affirme être atteint de la « fièvre de Tapuli », une maladie orientale qu'il a attrapée dans les docks de l'East End en compagnie de marins chinois. Cette maladie est mortelle et contagieuse, Holmes refuse que Watson s'approche de lui car il a peur de le contaminer. Watson constate que l'état de son camarade est critique : teint rouge, front couvert de sueur, discours parfois incohérent caractéristique des délires de fièvre.

### Résolution

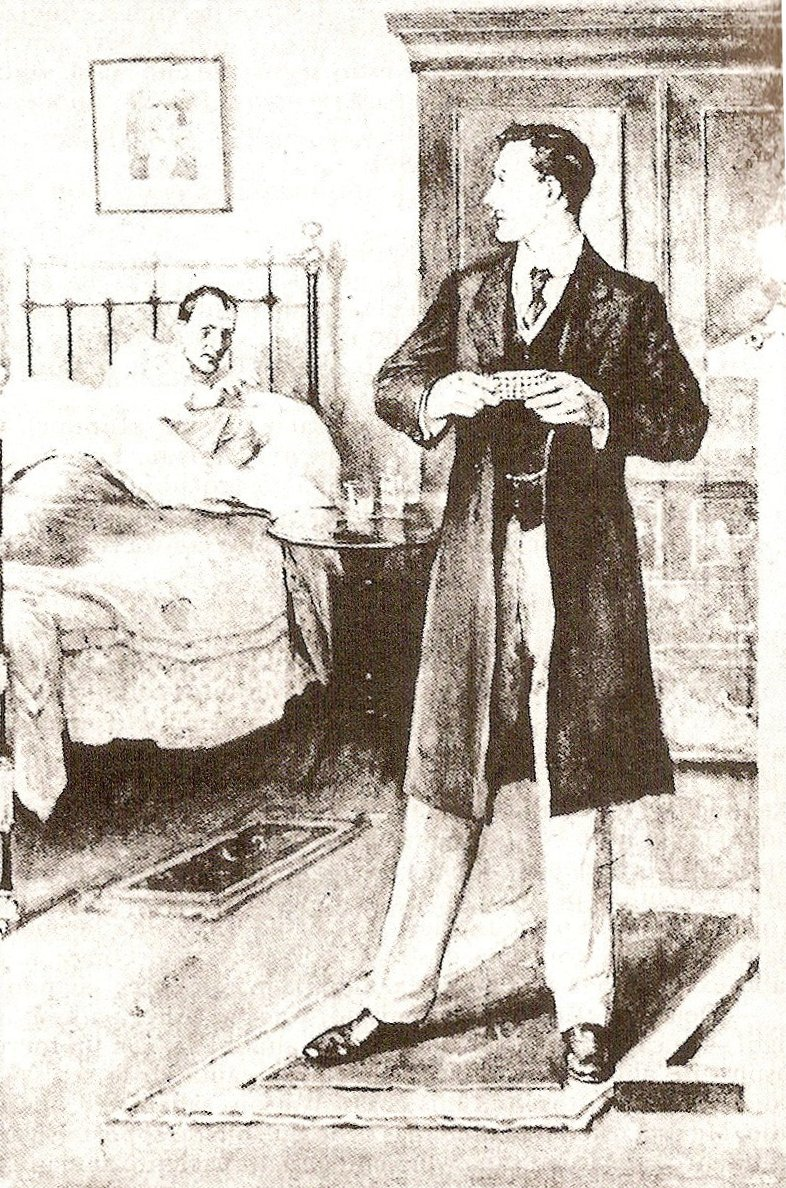
Holmes, alité, ordonnant à Watson de reposer la boîte d'ivoire.

Watson examine l'appartement et remarque une boîte en ivoire qu'il saisit pour la regarder. Holmes lui ordonne de la reposer, affirmant qu'il déteste que l'on touche à ses affaires. Watson est étonné mais s'exécute. Holmes explique à Watson qu'il doit aller chercher Culverton Smith, un spécialiste des maladies asiatiques. Le détective prévient Watson qu'il est en mauvais termes avec Smith à cause d'une précédente affaire, mais il espère que l'homme viendra tout de même pour le sauver. Il impose par ailleurs à Watson de ne pas revenir dans le même fiacre que Smith lorsqu'il aura convaincu celui-ci de se rendre à Baker Street.
Lorsque Watson explique à Smith qu'il est envoyé par Holmes, tombé malade en fréquentant des marins chinois, Smith se montre intéressé et accepte de partir au chevet du détective. Watson pense cependant avoir aperçu un rictus cruel bien qu'éphémère sur le visage du spécialiste à l'évocation de la maladie du détective. Prétextant un rendez-vous, il prend un autre fiacre qui arrive à l'appartement de Holmes avant celui de Smith. Le détective demande alors à Watson de se cacher derrière la tête de son lit et de ne pas bouger lorsque Smith sera dans la pièce.
Lorsqu'il entre à son tour, Culverton Smith ne se montre pas compatissant envers Holmes et ne semble pas vouloir le guérir malgré l'état critique et les supplications du détective, qui affirme qu'il « oubliera » la mort d'un certain Victor Savage sur laquelle il a enquêté précédemment et qui est à l'origine de la mauvaise relation entre lui et Smith. Ce dernier évoque alors la boîte en ivoire que Watson avait saisie et affirme en être l'expéditeur. Holmes se montre étonné et explique avoir cru à une plaisanterie lorsqu'il avait ouvert cette boîte qui ne contenait qu'un ressort qui l'avait d'ailleurs blessé à l'ouverture. Smith ricane et affirme que ce ressort était recouvert des microbes de la maladie, et qu'il a ainsi piégé le détective. Il lui avoue par ailleurs être le meurtrier de Victor Savage (son propre neveu), qu'il a tué en employant la même méthode que pour le détective. Mourant, Holmes demande à Smith de lui donner un verre d'eau et d'augmenter la lumière, ce que Smith accepte. Holmes se montre alors soudainement avenant et en pleine santé, à la stupéfaction de son interlocuteur et de Watson qui reste caché. L'inspecteur Morton entre alors dans l'appartement : l'augmentation de la lumière était le signal convenu entre Holmes et l'inspecteur pour que ce dernier entre. Morton menotte immédiatement Culverton Smith. La maladie de Holmes n'était qu'une mascarade pour faire avouer au suspect le meurtre de Victor Savage pour une question d'héritage. Watson étant témoin des aveux de l'homme, ce dernier est certain d'être condamné.
Holmes explique à son ami qu'en recevant la boîte d'ivoire quelques jours auparavant, il s'était douté qu'il s'agissait d'un piège de Smith en apercevant un morceau du ressort qu'elle contenait. Il avait alors simulé les symptômes de la maladie en se maquillant avec habileté et en arrêtant effectivement de manger et boire pour susciter l'inquiétude de Mrs Hudson et l'ensemble des évènements qui ont suivi.

## Travaux ultérieurs
Des travaux ont été menés pour découvrir la maladie que Holmes désigne comme étant la « fièvre de Tapuli ». William A. Sodeman, Jr., spécialiste en maladies tropicales, a conclu qu'il s'agissait de la mélioïdose, ce qu'a confirmé le médecin Setu K. Vora.

## Adaptations

### Cinéma et télévision
| Année | Titre               | Pays        | Réalisateur     | Holmes        | Watson           |
| ----- | ------------------- | ----------- | --------------- | ------------- | ---------------- |
| 1921  | The Dying Detective | Royaume-Uni | George Ridgwell | Eille Norwood | Hubert Willis    |
| 1951  | The Dying Detective | Royaume-Uni | -               | Alan Wheatley | Raymond Francis  |
| 1994  | The Dying Detective | Royaume-Uni | Sarah Hellings  | Jeremy Brett  | Edward Hardwicke |

En 1921, la nouvelle a été adaptée dans un court métrage d'une vingtaine de minutes, The Dying Detective, dans lequel Eille Norwood joue le rôle de Holmes. Cette adaptation est fidèle au texte d'origine tout en ajoutant de nouvelles scènes en introduction et en modifiant la séquence de fin. En introduction, Sherlock Holmes apprend que Culverton Smith doit avoir un rôle dans la mort de Victor Savage. Le détective part mener l'enquête chez Smith en se déguisant. Alors que Holmes a été introduit chez Smith et discute avec lui dans une pièce, un complice du détective provoque une altercation avec le majordome devant la porte d'entrée. Smith est prêt à quitter la pièce pour régler l'altercation lorsqu'il se doute qu'il s'agit d'une supercherie pour que son invité puisse fouiller dans ses affaires (dans cette scène, Holmes manque grossièrement de finesse en se penchant vers le secrétaire de son hôte alors que celui-ci n'a pas encore quitté la pièce). Smith arrache la perruque et la moustache de Holmes. Le détective, expulsé, affirme à Smith qu'il parviendra à le faire arrêter pour le meurtre de Victor Savage bien qu'il n'a pas encore de preuve de sa culpabilité. De retour au 221B Baker Street, le détective reçoit la boîte : il l'ouvre avec précaution à l'aide d'outils, prélève sur le ressort la substance qui y a été déposée et l'analyse au microscope. La suite du court métrage suit fidèlement le texte d'origine. La séquence finale diffère légèrement de la nouvelle : Watson, qui est caché derrière le lit, a laissé son chapeau haut-de-forme en évidence dans la pièce. Smith, apercevant le chapeau, comprend qu'il est en train d'être piégé. Sous prétexte d'aller chercher dans sa voiture du matériel pour ausculter Holmes, il parvient à sortir du 221B et envoie une autre personne monter à l'appartement du détective à sa place. Lorsque Holmes et Watson révèlent leur supercherie, l'homme qu'ils ont en face d'eux n'est donc pas Smith. Le criminel est cependant arrêté dans sa voiture avant d'avoir pu fuir.
En 1994, la nouvelle a été adaptée dans la série télévisée Sherlock Holmes avec Jeremy Brett dans le rôle de Holmes. Cet épisode est le 37e de toute la série, et le 2e de la 4e saison intitulée Les Mémoires de Sherlock Holmes. L'adaptation est assez fidèle tout en comportant d'importants ajouts liés à la vie de la famille Savage. La première partie de l'épisode est ainsi centrée sur la vie de Victor, sur l'inquiétude de sa femme Adelaide face à son addiction à l'opium (Adelaide engage le détective pour cette raison), et sur les mauvaises intentions de Culverton Smith qui cherche et parvient à éliminer son cousin (au lieu de son neveu) en le contaminant au cours d'une réception. Des détails changent par rapport au texte : contrairement au texte d'origine où Culverton Smith est décrit comme étant petit, chauve, le teint jaune avec un double menton, le personnage ici interprété par Jonathan Hyde est grand et mince. Par ailleurs, la boîte est piégée avec un clou et non un ressort, et le docteur Watson ne se cache pas derrière le lit mais dans un coin du 221B.
Le deuxième épisode de la saison 4 de Sherlock, Le Détective affabulant (2017), est une adaptation très libre du texte d'origine.

### Radio
| Année | Titre               | Pays        | Holmes     | Watson      |
| ----- | ------------------- | ----------- | ---------- | ----------- |
| 1947  | The Dying Detective | Royaume-Uni | Tom Conway | Nigel Bruce |

### Bande dessinée
La nouvelle est adaptée en manga par Haruka Komusubi et constitue une introduction à l'adaptation du Dernier Problème dans le recueil édité en français en 2015 par nobi nobi ! sous le titre Les enquêtes de Sherlock Holmes.

### Livre audio
La nouvelle a été adaptée en France en 2011 par La Compagnie du Savoir sous forme de livre audio intitulé « Le Détective agonisant ». Le récit, d'une durée de 37 minutes, est narré par Cyril Deguillen.